# Привреда Украјине
Привреда Украјине је привреда слободног тржишта у настајању. Нагло је порасла 2000—2008. када је започета Светска економска криза широм свет. Економија се опоравила 2010. и наставила да се побољшава до 2013. Од 2014. до 2015. украјинска привреда претрпела је пад, при чему је БДП 2015. износио нешто изнад половине његове вредности 2013. Године 2016. привреда је поново почела да расте. До 2018. украјинска привреда је достигла готово 80%.
Депресија током 1990-их укључивала је хиперинфлацију и пад економске производње на мање од половине БДП-а претходне украјинске Совјетске Социјалистичке Републике. Раст БДП-а први пут је забележен 2000. и настављен је осам година. Овај раст зауставила је глобална финансијска криза, али се привреда опоравила и постигла позитиван раст БДП-а у првом кварталу 2010. До октобра 2013. упала је у још једну рецесију. Претходног лета украјински извоз у Русију знатно је опао због јаке граничне и царинске контроле. Руска анексија Крима почетком 2014. и рат на истоку Украјине започет на пролеће 2014. тешко су оштетили привреду и две најиндустријске регије у земљи. Године 2013. Украјина је забележила нулти раст БДП-а. Економија се смањила за 6,8% 2014. и наставила се падом БДП-а од 12% 2015. Априла 2017. Светска банка је изјавила да је стопа економског раста 2016. износила 2,3%, чиме је рецесија окончана.
Априла 2020. Светска банка је известила да је економски раст био солидан на 3,2 процента 2019. предвођен добром пољопривредном жетвом и секторима зависним од домаће потрошње. Она је 2019. порасла за 11,9%, док су домаћа трговина и пољопривреда порасле за 3,4 и 1,3%.
Од компоненти главних европских привреда имају богата пољопривредна земљишта, развијену индустријску базу, обучену радну снагу и добар образовни систем. Економија је и даље у лошем стању. Године 2018. према Међународном монетарном фонду била је земља са најнижим БДП-ом по глави становника у Европи.

## Историја

### Пре 1917.
Географија је дуго утицала на привреду украјинских земаља. Богата плодна тла (попут црнице) учинила су то подручје житницом: како за античку Грчку тако и за рану модерну Европу. Одржавање трговинских коридора од Варјага до Грка и приступ кроз мореузе до медитеранског света је постало важно. Минерални ресурси подстицали су индустријализацију, нарочито у Доњецком басену од 19. века надаље. Степски номади и други освајачи, на пример, Кумани, Монголи, Кримски Татари, пљачку су понекад сматрали важнијом од неговања економског развоја. У 16. до 18. веку, пустаре Куманских степа оставиле су већи део Украјине као подручје условно милитаризованих предстража, пре него што је царска Русија проширила своју моћ на регион у 17. и 18. веку.

### 1991—2000.
Украјина је 24. августа 1991. стекла независност од Совјетског Савеза. Економија нове државе претрпела је огроман пад производње и нагло растућу инфлацију у наредним годинама. Украјина је имала хиперинфлацију почетком 1990-их због недостатка приступа финансијским тржиштима и масовне монетарне експанзије за финансирање државне потрошње, док је производња нагло опала. Огроман пад производње и нагло растућа инфлација у то време су били уобичајени за већину постсовјетских држава, али Украјина је била међу најтеже погођеним тим проблемима. Као одговор на ову хиперинфлацију, Народна банка Украјине је заменила националну валуту, карбованетс, гривном у септембру 1996. и обавезала се да ће је одржати стабилном у односу на амерички долар. Валута је остала нестабилна током касних 1990-их, посебно током руске финансијске кризе 1998.
Дубока рецесија током 1990-их је довела до релативно високе стопе сиромаштва, али почетком 2001, као резултат седам узастопних година економског раста, животни стандард већине грађана се повећао. Извештај Светске банке из 2007. забележио је да је Украјина једна од најпогођенијих држава падом сиромаштва у било којој транзиционој привреди у последњих неколико година. Стопа сиромаштва, мерено према апсолутној линији сиромаштва, пала је са високих 32% 2001. на 8% 2005. Уједињене нације су приметили да је Украјина превазишла апсолутно сиромаштво и да је само 2009. било присутно релативно сиромаштво.

### 2000—2014.
Украјина се стабилизовала почетком 2000-их. Година 2000. је била прва година економског раста од независности Украјине. Наставила је да расте захваљујући расту извоза од 50% између 2000—2008, углавном извоза из традиционалних индустрија метала, металургије, машинства, хемикалија и хране. Између 2001—2008. цене метала и хемикалија су порасле због брзог међународног економског раста, док је цена земног гаса увезеног из Русије и даље остала ниска. Монетизација је такође помогла да се подстакне економски раст који је Украјина доживела између 2000—2008. Делимично привучена релативно високим каматним стопама, страна готовина и новчана маса су брзо расле: 2001—2010. забележен је повећавај по годишњој стопи од 35%. Године 2006—2007. кредитни раст је износио у просеку 73%. Ефекат овога био је да су украјинска средства почела да изгледају као велики балон, а висока инфлација почела је да штети извозној конкурентности Украјине. Однос кредита и БДП-а је растао изузетно брзо, са 7 на скоро 80 процената током само неколико година. Од 2000. до 2007. године, стварни раст Украјине износио је у просеку 7,4%. Овај раст је вођен домаћом потражњом: оријентација ка потрошњи, друге структурне промене и финансијски развој. Домаћа тражња расла је у сталним ценама за скоро 15% годишње. Подржала га је експанзивна фискална политика. Украјина је имала користи од врло ниских трошкова радне снаге, нешто нижих царина и високих цена своје главне извозне робе, али се истовремено суочила са знатно вишим нецаринским баријерама. Русија није наплаћивала Украјини земни гас испод цена на светском тржишту од краја 2008; што је довело до разних гасних спорова између Русије и Украјине.
Украјина је тешко претрпела Светску економску кризу због чега је изгубила капитал. Гривна, која је била везана по курсу од 5:1 за амерички долар, девалвирана је на 8:1 и у том односу је стабилизована до почетка 2014. Године 2008. украјинска привреда је заузела 45. место у свету према БДП-у 2008, са укупним номиналним БДП-ом од 188 милијарди USD и номиналним БДП-ом по становнику од 3900 USD. На крају 2008. забележено је 3% незапослености; током првих девет месеци 2009. незапосленост је у просеку износила 9,4%. Коначне званичне стопе незапослености током 2009. и 2010. биле су 8,8% и 8,4%, иако Светска књига чињеница примећује велики број нерегистрованих или подзапослених радника. Украјински БДП је пао за 15% 2009.
Украјинска привреда се опоравила у првом кварталу 2010. захваљујући расту светске привреде и повећању цене метала. Реални раст БДП-а Украјине 2010. износила је 4,3%, што је довело до паритета куповне моћи БДП 6700 USD. Украјински политичари су 2011. проценили да је 40% привреде земље црно тржиште.
На лето 2013. украјински извоз у Русију је знатно опао због пооштрених царинских контрола.
До октобра 2013. украјинска привреда се заглавила у рецесији. Moody's Corporation је смањио кредитни рејтинг Украјине на Caa1 (лош квалитет и врло висок кредитни ризик) септембра 2013. У то време тржишта свопа су оценили украјинску вероватноћу неплаћања у наредних пет година на 50 процената. Године 2013. Украјина није забележила раст БДП-а.

### 2014—данас
Због губитка највећег украјинског трговинског партнера, Русије, због анексије Крима у марту 2014, и ратом на истоку Украније који је започео у априлу 2014, привреда је опала за 6,8% 2014. упркос очекивањима да ће пасти за 8%. Извештај украјинске владе је изјавио почетком фебруара 2016. да је привреда Украјине смањена за 10,4% 2015. Године 2015. Народна банка Украјине је очекивала даљи пад од 11,6%, а Светска банка предвиђа смањење од 12%, раст од 1% 2016.
Почетком фебруара 2014, Народна банка Украјине је променила гривну у флуктуирајућу валуту у покушају да испуни захтеве Међународног монетарног фонда и покуша да примени стабилну цену за валуту на тржишту страних валута. Године 2014—2015. гривна је изгубила око 70% вредности у односу на амерички долар.
Међународни монетарни фонд је пристао на четворогодишњи програм зајма у вредности од око 17,5 милијарди долара током 2015—2016, под условима који су подразумевали економске реформе. Међутим, због недостатка напретка у реформама, 2015. су исплаћене само две транше у вредности од 6,7 милијарди долара. Трећа транша од 1,7 милијарди долара је привремено заказана у јуну 2016. под условом да се усвоје 19 додатних мера реформе. Неки западни аналитичари верују да велики инострани зајмови не подстичу реформе, већ омогућавају корумпирано извлачење средстава из земље.
Децембра 2015. Украјина је одбила да плати и подмири исплату дуга Русији у износу од три милијарде долара, што је било део украјинско-руског акционог плана из децембра 2013.
Промет трговине у Украјини 2014. смањио се за 8,6% (од 2013), а смањио се за 20,7% 2015. (од 2014). Украјина је забележила пад извоза за 30,9% 2015. углавном због наглог пада производње у Доњецкој и Луганској области (два региона Доњецког басена). Ова два региона била су одговорна за 40,6% укупне стопе пада извоза. Пре рата биле су две индустријске административне поделе Украјине. Према Министарству за економски развој и трговину, Украјина је у јануару—новембру 2015. имала суфицит у платном билансу од 566 милиона долара, а трговински дефицит је износио 11.046 милијарди долара у истом периоду 2014. Јавни украјински дуг 31. децембра 2015. је износио 79% свог БДП-а. Године 2015. смањио се за 4324 милијарде долара да би на крају износио 65.488 милијарди долара. Дуг је порастао за 42,78%. Министарство социјалне политике је 2015. оценило 20—25% украјинских домаћинстава као сиромашна.
У привреду је путем дознака ушло 2526 милијарди долара 2015. што чини 34,9% мање него 2014. Из Украјине је послато 431 милион долара на друга места користећи дознаке. Јануара 2016. Bloomberg је украјинску привреду оценио као 41. најиновативније на свету, у поређењу са 33. јануара 2015.
Маја 2016. шеф Рон ван Род, Међународног монетарног фонда за Украјину, је изјавио да је смањење корупције кључни тест за континуирану међународну подршку. Године 2015. Транспаренси интернашонал је у свом индексу перцепције корупције рангирао Украјину на 130. место од 168 земаља. Фебруара 2016. историчар Ендру Вилсон је оценио напредак у смањењу корупције као лош од 2016. Ајварас Абромавичијус, тадашњи украјински министар привреде и трговине, је поднео оставку у фебруару 2016, позивајући се на укорењену корупцију. У октобру су на конференцији за стране инвеститоре утврђени корупција и неповерење у правосуђе као највеће препреке за инвестирање.
Крајем јула 2016. државна служба за статистику је известила да су у поређењу са јуном 2015. реалне зараде порасле за 17,3%. Истовремено, Народна банка Украјине је пријавила суфицит од 406 милиона долара у украјинском платном билансу од јануара до јуна 2016. против дефицита од 1,3 милијарде долара у истом периоду 2015. Према државној служби за статистику, инфлација је 2016. пала на 13,9%, док је 2015. износила 43,3%, а 2014. 24,9%.
The Economist је упоредио тежину украјинске са грчком рецесијом 2011—2012. указујући на Украјину која је забележила пад БДП-а од 8—9% у периоду 2014—2015, а Грчка је забележила пад БДП-а од 8,1% 2011—2012. и приметио је да економска криза није подједнако утицала на сва подручја Украјине. У Доњецку и Луганску (зона сукоба) индустријска производња је опала за 32% и 42%. С друге стране, Лавов, удаљен више од 1000 km од сукоба, је забележио највећи скок запослености у земљи.
Економија је превазишла тешку кризу изазвану ратом на истоку Украјине. Девалвација гривне од 200% 2014—2015. је учинила украјинску робу и услуге јефтинијом и конкурентнијом. Године 2016, први пут од 2010, привреда је порасла за више од 2%. Светске банке је 2017. предвиђала раст од 2%, од 3,5% 2018. и од 4% 2019—2020. Инфлација у Украјини 2017. је износила 13,7% (12,4% 2016).
Од отприлике 2015. расте све већи број Украјинаца који раде у Европској унији, посебно у Пољској. Еуростат је известио да је 662.000 Украјинаца добило дозволу боравка у Европској унији 2017, а 585.439 је издала Пољска. Шеф Савета за националну безбедност и одбрану је проценио да до девет милиона Украјинаца током неког дела године ради у иностранству, док 3,2 милиона редовно ради са пуним радним временом, а већина их се не планира враћати. Статистика Светске банке показује да су се новчане дознаке отприлике удвостручиле 2015—2018, у вредности од око 4% БДП-а.
Године 2019. реални БДП је порастао за 4,2%. Главни покретачки фактори укључују: повећану куповну моћ становништва у условима повећања нивоа зарада (током девет месеци 2019. реалне зараде порасле су за 9,5%); висок ниво пословне активности и очување инвестиционе активности, што је подстакло углавном развој грађевине, посебно објеката индустријске и саобраћајне инфраструктуре; активно кредитирање потрошача; одржавање високе динамике пољопривредног развоја; повољна цена на одабраним светским робним тржиштима за домаћи извоз и друго. Украјина је највећу исплату дуга извршила 2019. са 1,1 милијарди долара.
Године 2019. Fitch Ratings, глобални лидер у кредитном рејтингу и истраживањима, надоградио је украјинске дугорочне рејтинге издавача страних и у националној валути (IDR) са Б- на Б и побољшао изгледе за кредитни рејтинг са стабилног на позитивно. Украјина је имала благовремени приступ фискалном и спољном финансирању, побољшавајући макроекономску стабилност и опадајући јавну задуженост.
Украјина се развила и уздигла за седам позиција према годишњем извештају Светске банке Doing Business 2020. Разборито макроекономско управљање је помогло смањењу инфлације и каматних стопа 2019. Инфлација се смањила на 4,1 одсто на крају 2019. и 2,4 одсто у фебруару 2020.
Уставни суд Украјине је 27. октобра 2020. пресудио антикорупцијском законодавству, укључујући обавезну електронску пријаву прихода. Владимир Зеленски је упозорио да ће, уколико парламент не обнови ове антикорупцијске законе, страна помоћ, зајмови и безвизна путовања у Европску унију бити доведена у питање. Гувернер Народне банке је известио да Украјина неће примити предвиђени терет Међународног монетарног фонда од 700 милиона долара пре краја 2020. Тимови за процену Међународног монетарног фонда нису посетили Кијев осам месеци, што је неопходно како би се ослободиле даље транше кредита.

## Економски статистичке подаци
Украјина је подељена на девет економских региона: Карпатски, северозападни, Подилија, главни град, централно-украјински, североисточни, Црноморско-приморски, Транс-Дњепар и Доњецк. Те регије су прецртане из економске регије Украјинске Совјетске Социјалистичке Републике: Доњецк-Транс-Дњепар, југозапад и југ.

### Трговина
До 2012. је Русија била највећи трговински партнер Украјине са 25,7% извоза и 32,4% увоза. Од тада је било 24,9% извоза и 30,9% увоза у/из Европске уније. Године 2013. 35,9% украјинског извоза отишло је у заједнице независних држава, укључујући осам земаља међу којима није Украјина. Истовремено, извоз у земље Европске уније, којих је тада било 28, износио је 26,6%. До 2015. Европска унија је постала највећи украјински трговински партнер, чинећи више од трећине њене трговине. Године 2015. извоз у Русију је пао на 12,7%. Године 2017. 14,5% увоза Украјине долази из Русије, а извоз је износио 9%. Године 2017. 40% извоза Украјине је отишло у Европску унију, а 15% у заједнице независних држава. Укупно је Украјина повећала свој извоз за 20% 2017. иако је раст увоза био бржи од повећања извоза.
Године 2015. прехрамбени и остали пољопривредни производи (вредни 13 милијарди долара), металургија (8,8 милијарди долара) и машине (4,1 милијарда долара) су чинили већи део украјинског извоза са трговинским партнерима из 217 земаља. Извоз из Украјине 2015. смањио се за 29,3% на 38.135 милијарди долара, а увоз за 31,1% на 37.502 милијарде долара. Године 2017. готово половину украјинског извоза су обезбедили аграрни комплекс и прехрамбена индустрија, нешто више од 20% металургија и скоро 10% производи машинске индустрије.
Природни гас је највећи украјински увоз и главни узрок структурног трговинског дефицита земље.
Пословна клима је имала врло негативну репутацију од 2012.

### Природни ресурси
Украјина је релативно богата природним ресурсима, посебно минералним налазиштима. Иако су резерве нафте и природног гаса у земљи углавном исцрпљене, она има и друге важне изворе енергије, као што су угаљ, хидроелектрична енергија и сировине за нуклеарно гориво.

### Графички приказ привреде
- Бруто домаћи производ
- БДП по глави становника.
- Популација Украјине 1950—2022.
- Бруто национални доходак:
- Просечна месечна зарада у јулу 2019. (рангирани по регионима).
- Извештај о производима (2014) из харвардског атласа економске сложености.

## Сектори

### Индустрије
У Украјини се налазе компаније које послују у око 20 главних индустрија, а то су производња електричне енергије, гориво, црна и обојена металургија, хемијска и петрохемијска и гасна, машинска и металопрерађивачка, шумарска, дрвна целулоза и папир, грађевинарски материјали, светлост, храна и друго. Индустрија је 2012. чинила 26% БДП-а. Земља поседује масивну високотехнолошку индустријску базу, укључујући електронику, наменску индустрију и свемирски програм.

#### Рударство и производња
Једна је од најуспешнијих држава на свету по производи минерала, како по обиму, тако и по величини резерви. Постоји готово 8000 одвојених налазишта у којима се налази око 90 различитих минерала, од којих је око 20 економски значајно. Отприлике половина свих познатих лежишта је у експлоатацији. Резерве угља у Украјини износе 47,1 милијарду тона. Годишња домаћа потражња угљем као горивом је око 100 милиона тона, од чега 85 одсто може да задовољи домаћа производња. Украјина има нафтна и гасна поља која испуњавају 10 процената њене нафте, односно 20 процената њене потрошње гаса. Украјина садржи резерве природног гаса од 39,6 билиона кубних стопа, али само око 20 одсто потражње земље подмирује домаћа производња. У Украјини су такође велика налазишта гвоздене руде (процењене на 28 милијарди тона), руде мангана (три милијарде тона), креде и кречњака (1,5 милијарди тона). Домаћи индустријски сектор има сталне несташице и дугове за плаћање енергије у износу од око 792 милиона долара крајем 1995.
Држава је 2019. била седми највећи светски произвођач руде гвожђа, осми светски произвођач мангана, шести највећи произвођач титанијума и седми највећи светски произвођач графита. Био је девети највећи светски произвођач уранијума 2018.

##### Гвожђе и челик
Богата је налазиштима минерала, укључујући руде гвожђа (од које је некада производила 50 процената целокупне совјетске производње), манганову руду (од које је током совјетске ере производила 40 процената светске производње), живу, титанијум и никл.
Има велику индустрију црног метала, која производи ливено гвожђе, челик и цеви. Међу водећим компанијама у тој привреди су Metinvest, ArcelorMittal Kryvyi Rih, AzovStal, Ilyich Steel & Iron Works и друге. Од 2012. Украјина је десети највећи светски произвођач челика (према Светском удружењу челика).

#### Хемијска индустрија
Друга успешна грана је хемијска индустрија у земљи која укључује производњу кокса, минералних ђубрива и сумпорне киселине.

#### Стратешки и одбрамбени комплекс
Украјинска одбрамбена индустрија је организована око Укроборонпрома, државног конгломерата од преко 130 компанија. Међу тим компанијама су гиганти совјетске ере, попут бироа за конструкцију авиона Ивченко-Прогрес који је отворен 1945. новијим компанијама попут RPC For која је постојала 1990-их. Украјина је такође међу десет најбољих извозника оружја у свету. Потписивање недавних великих уговора ју је довео на шесто место међу највећим трговцима оружјем, после Сједињених Америчких Држава, Русије, Француске, Немачке и Израела. Производња одбрамбених постројења је 2009. порасла 58%, а највећи раст забележили су градитељи авиона (77%) и бродоградитељи (71%).
Године 2013. одбрамбени сектор је произвео робу у вредности од 11,7 милијарди UAH, од чега је 10 милијарди извезено. У првих девет месеци 2014. одбрамбени сектор је произвео рекордних тринаест милијарди UAH робе, што је углавном резултат владиних налога за рат на истоку Украјине.

#### Горивно енергетски комплекс
Процењено је да је Украјина 2004. имала резерве природног гаса од 1,1 билиона кубних метара и заузела је 26. место међу земљама са доказаним резервама природног гаса пре него што је Русија припојена Криму 2014. Њене укупне резерве гаса су процењује се на 5,4 билиона кубних метара.
Домаћа производња је достигла врхунац 1975. на 68,1 милијарде кубних метара. Од тада је производња постепено опадала и стабилизовала се последњих година на око 20 bcm.
Од 2011. Украјина покушава да повећа ниво производње природног гаса у Црном мору са 1 милијарде кубика 2011. на 3 милијарде кубика 2015. Године 2012. производња Црног мора достигла је 1,2 милијарде кубика, а предвиђало се да ће порасти на 1,65 милијарди кубика 2013.
Предвиђа се да ће до 2030. око половине производње доћи од нетрадиционалних лежишта гаса (укључујући 6—11 милијарди кубика гаса годишње), према плановима украјинске владе.
Од 2012. Украјина се постепено пребацује са технологија на бази природног гаса на технологије за гасификацију угља које је развила Кина.

##### Индустрија горива
Увози 90% нафте и већину природног гаса. Русија је главни украјински снабдевач нафтом, а руске фирме поседују и/или управљају већином украјинских прерађивачких капацитета. Увоз природног гаса се врши из Русије и Туркменистана. Украјина транспортује руски гас у Европску унију кроз свој добро развијени систем гасовода, што је витално важно повезивање Европе. Зависност земље од руског снабдевања гасом драматично утиче на њену привреду и спољну политику, посебно након спорова око гаса између Русије и Украјине 2014.
Међутим, Украјина је независна у снабдевању електричном енергијом и извози у Русију и друге земље источне Европе штосе постиже широком употребом нуклеарне енергије и хидроелектрике. Недавна енергетска стратегија намерава постепено смањивање производње на бази гаса и нафте у корист нуклеарне енергије, као и мере штедње енергије, укључујући нижу индустријску потрошњу гаса. Главни циљ програма Међународног монетарног фонда и Светске банке са Украјином је реформа која је још увек неефикасна.
Украјина је партнер Европске уније која има четири кључна циља: јачање енергетске сигурности, конвергенција енергетских тржишта држава чланица на основу унутрашњег енергетског тржишта, подршка одрживом развоју енергије и привлачење инвестиција за енергетске пројекте од заједничког и регионалног интереса.

#### Аутомобилска индустрија
Украјински произвођачи аутомобила производе дизел локомотиве, тракторе, камионе, аутобусе, тролејбусе, аутомобиле и трамваје сопственог дизајна. У Украјини постоји дванаест произвођача аутомобила, међу којима су ZAZ, LuAZ, Bogdan group, KrAZ, Eurocar, Electron, Lviv Bus Factory.
ZAZ је главни произвођач аутомобила у Украјини, са седиштем у Запорожју у југоисточној Европи. Почетак производње путничких аутомобила у Украјини је започео 1959. Од 1960. до 1994. је произведено укупно 3.422.444 возила, а у Мелитопољу мотори са ваздушним хлађењем. Године 2011—2012. ZAZ је започео серијску производњу два нова модела возила, ZAZ Forza (преименована у Chery A13) и ZAZ Vida (преименована Chevrolet Aveo).
Bogdan group је водећи украјински произвођач аутомобила, укључујући неколико произвођача аутомобила и аутобуса у земљи. Аутобуси Bogdan се користе као примарни мали аутобуси у већини украјинских градова.
LAZ је један од највећих произвођача аутобуса у Украјини. Производи градске аутобусе, тролејбусе и аутобусе за посебне намене.
Electron, са седиштем у Лавову, је предузеће пуне производње, специјализовано за дизајн и производњу модерног градског електричног транспорта: трамваја, тролејбуса, електричних аутобуса, агрегата и резервних делова. Године 2013. Electron започиње производњу првих украјинских 100% нископодних трамваја.

#### Ваздухопловна индустрија
Једна је од девет земаља са пуним циклусом ваздухопловног инжењеринга и производње хардвера. Поред дизајна и производње путничких и транспортних авиона, Украјина такође садржи мрежу предузећа за поправак авиона, укључујући компаније поправке војних авиона и хеликоптера. У марту 2007. кабинет министара је основао Aviation of Ukraine, којим управља Министарство индустријске политике. Производња антонова Ан-148 је сада један од најперспективнијих пројеката за индустрију производње авиона, са 35 јединица произведених од 2009. (заједно са руском производњом). Летелице је пројектовао пројектни биро научног и производног комплекса АНТК Антонов, који је пројектовао и највећи појединачни авион на свету, Антонов Ан-225, направљен 1988. Бруто производња лаких и ултра лаких авиона у Украјини не прелази 200 јединица годишње. Производња змајева и параглајдера свих пројеката чини скоро 1000 јединица годишње. Већина произведених уређаја се извози (купци ултра лаких авиона украјинске производње су Сједињене Америчке Државе, Аустралија, Нови Зеланд, Велика Британија, Француска и други).
Од украјинске кризе приходи су у ваздухопловној индустрији пали за 80%. У јуну 2016. корпорација Антонов се спојила са државним војним конгломератом UkrOboronProm, формирајући украјинску авионску корпорацију у оквиру своје структуре. Ово спајање је учињено у циљу повећања профита Антонова и стопе производње, који је радио на два теретна авиона: Антонов Ан-178, Антонов Ан-148 и Антонов Ан-132, редизајнираној верзији Антонов Ан-32. Антонов Ан-132 је развијен заједно са саудијском компанијом Taqnia Aeronautics, која садржи западну авионику и моторе. Представљање и први лет су одржани почетком јануара 2017.
Индустријом свемирских ракета управља Национална свемирска агенција Украјине од 1992. Агенција укључује тридесет предузећа, научно-истраживачке институте и пројектне канцеларије. Дизајнерски биро Yuzhnoye је генерално одговоран за стварање Zenit-3SL. Национална свемирска агенција Украјине је укључена у сарадњу са америчким Rockwell International, као и пројекат Sea Launch. Антарес је дизајнирао језгро прве етапе америчке ракете Orbital ATK.

#### Бродоградња
Распад СССР-а је довео украјинску бродоградњу у дугорочни пад који је трајао до 1999, а највише због минималног обима државних налога. Генерално, између 1992. и 2003, једанаест бродоградилишта у земљи је произвело 237 навигационих јединица у укупној вредности од 1,5 милијарди USD. Производни погони не раде са пуним капацитетом, а купци нису увек тачни у плаћању услуга. Раст обима производње је забележен у предузећима бродограђевне индустрије током 2000—2006. Државна подршка и отварање слободних економских зона, пре свега у предузећима са седиштем у Николајеву, били су пресудни недавни догађаји у украјинској бродоградњи. У оквиру специјалне економске зоне Николајев, предузећа попут бродоградилишта Дамен Океан, Црно море, 61 Communards, као и предузећа за фарбање и изолацију Веселка, спроводе инвестиционе пројекте чији је циљ подизање ефикасности и квалитета. У Украјини је регистровано 49 бродоградилишних компанија. Украјина је једна од десет највећих земаља бродоградње у Европи.

### Пољопривреда
Иако је позната као индустријска база Совјетског Савеза, пољопривреда чини велики део украјинске привреде. Године 2008. сектор је чинио 8,29% БДП-а земље, а до 2012. је порастао на 10,43% БДП-а. Пољопривреда је привреди додала вредност од 13,98 милијарди долара 2012, међутим, упркос томе што је међу десет најбољих светских произвођача неколико усева као што су пшеница и кукуруз, Украјина још увек заузима само 24 место од 112 у погледу укупне пољопривредне производње. Украјина је највећи светски произвођач сунцокретовог уља, главни светски произвођач жита и шећера и глобални произвођач меса и млека. Такође је један од највећих произвођача ораха. Такође производи више природног меда него било која друга европска земља и један је од највећих светских произвођача. Процењује се да је 1,5% становништва укључено у производњу меда, стога Украјина има највишу стопу производње по глави становника на свету. Будући да поседује 30% најбогатије светске црнице, њена пољопривредна индустрија има огроман потенцијал. Међутим, пољопривредно земљиште остаје једина главна имовина у Украјини која није приватизована. Пољопривредна индустрија у Украјини је већ високо профитабилна, са 40—60% добити али према аналитичарима, њени производи би и даље могли порасти и четворостручити. Украјина је шеста по величини произвођач кукуруза на свету, пета без Европске уније као засебне државе и трећи највећи извозник кукуруза у свету. Украјина је 2012. потписала уговор са Кином, највећим светским увозником кукуруза, о снабдевању са три милиона тона кукуруза годишње по тржишној цени, а споразум је такође обухватио кредитно одобрење од три милијарде долара из Кине за Украјину.
Године 2014. је процењено да је укупан род житарица рекордних 64 милиона метричких тона. Међутим, 2014. је неколико региона прогласило независност и више није под контролом украјинских централних власти, што је резултирало ратом на истоку Украјине и руском анексијом Крима, па је стварни расположиви принос био ближи 60,5 милиона тона. До октобра је украјински извоз жита достигао 11 милиона метричких тона. Због пада металуршке индустрије, највећи извоз у Украјини претходних година, као резултат рата у Донбасу, пољопривредни производи су чинили највећи извоз робе у земљи.
Марта 2020. украјински парламент је укинуо (раније успостављену) забрану продаје пољопривредног земљишта. Тржиште земљишта требало би да буде отворено до 1. јула 2021.
Украјина такође производи вино, углавном у југозападним регионима.
Године 2018. је била:
- пети највећи светски произвођач кукуруза (35,8 милиона тона), иза САД, Кине, Бразила и Аргентине
- осми највећи светски произвођач пшенице (24,6 милиона тона)
- трећи по величини светски произвођач кромпира (22,5 милиона тона), одмах иза Кине и Индије
- највећи светски произвођач семена сунцокрета (14,1 милиона тона)
- седми највећи светски произвођач шећерне репе (13,9 милиона тона), која се користи за производњу шећера и етанола
- седми највећи светски произвођач јечма (7,3 милиона тона)
- седми највећи светски произвођач уљане репице (2,7 милиона тона)
- тринаести највећи светски произвођач парадајза (2,3 милиона тона)
- пети највећи светски произвођач купуса (1,6 милиона тона), иза Кине, Индије, Јужне Кореје и Русије
- једанаести највећи светски произвођач јабука (1,4 милиона тона)
- трећи највећи светски произвођач бундеве (1,3 милиона тона), одмах иза Кине и Индије
- шести највећи светски произвођач краставца (985 хиљада тона)
- пети највећи светски произвођач шаргарепе (841 хиљаду тона), иза Кине, Узбекистана, САД и Русије
- четврти највећи светски произвођач сувог грашка (775 хиљада тона), одмах иза Канаде, Русије и Кине
- седми највећи светски произвођач ражи (393 хиљаде тона)
- трећи по величини произвођач хељде у свету (137 хиљада тона), одмах иза Кине и Русије
- шести највећи светски произвођач орашастих плодова (127 хиљада тона)
- Произведено 4,4 милиона тона соје
- Произведено 883 хиљаде тона црног лука
- Произведено 467 хиљада тона грожђа
- Произведено 418 хиљада тона овса
- Произведено 396 хиљада тона лубенице
- Произведено 300 хиљада тона трешње

Поред мање производње осталих пољопривредних производа.

#### Шумарство, риболов и друго
Пчеларство у Украјини је главна привредна активност. Приближно 700.000 људи, 1,5% становништва, бави се производњом меда. Украјина је рангирана као прва земља у Европи и међу првих пет земаља у свету за производњу меда, производећи 75 хиљада тона годишње. Украјина производи највећу количину меда по глави становника на свету.
Бруто производња меда у Украјини износила је 66.500 тона 2014, од чега је 36.300 тона извезено.
Светски конгрес пчеларства 2013. је одржан у октобру 2013. у Кијеву.

#### Штеточине

##### Puccinia triticina
Puccinia triticina је честа штеточина у Источној Украјини, где почиње источноевропска шумска степа. Године 2002—03. су најчешће врсте биле 61, 149 и 192. Неколико Lrs се суочило са полиморфном вируленцијом: Lr1, Lr2a, Lr2b, Lr2c, Lr9, Lr19, Lr23 и Lr26, и комбинација Lr27 + Lr31. И даље ефикасни су били: Lr24, Lr25 и Lr28, а мали губитак ефикасности су имали: Lr9, Lr18, Lr35 и Lr36 и комбинација Lr27 и Lr31. Lr19 се суочио са малим отпором старијих раса, али до тада је већина нових раса еволуирала против њега.
У истраживањима од краја 1990-их до 2015, доминантне расе на југу Украјине биле су средње до високе вируленције Lr3ka и Lr30, а 84% и 92% посебно 2013. Популације инокулума значајно доприносе годишњим епидемијама различитих локација, укључујући неке прилично удаљене, као што је Израел. Ово је могло допринети повећању стопе отказа Lr3ka и Lr30 од 2012.

##### Управљање штеточинама
Изолати Pseudomonas aurantiaca који живе у симбиози корена производе 2,4-Diacetilfloroglucinol за контролу Fusarium oxysporum.

### Информациона технологија
Украјина има дугогодишњу репутацију велике технолошке регије, са добро развијеном научном и образовном базом. Марта 2013. Украјина се налази на четвртом месту у свету по броју сертификованих ИТ стручњака после Сједињених Америчких Држава, Индије и Русије. Поврх тога, често се препознаје и квантитативни и квалитативни потенцијал украјинских стручњака. Године 2011. број ИТ стручњака који раде у индустрији је достигао 25.000 људи са растом од 20%. Процењено је да је обим украјинског ИТ тржишта 2013. износио до 3,6 милијарди америчких долара.
Године 2017. према Глобалном удружењу извора, Украјина се појавила као главна аутсорсинг дестинација године. До 2017. у Лавову се налазило тринаест центара за истраживање и развој глобалних компанија који су се налазили у Украјини, укључујући Ericsson.
Године 2019, број ИТ стручњака укључених у ИТ индустрију Украјине је достигао 172.000 људи. Удео ИТ индустрије у украјинском БДП-у износи 4%.
Према извештају ИТ сектора 2019. Украјина је највећи извозник аутсорсинга у Европи и сврстава се међу 25 најуспешнијих земаља за развој софтвера широм света.

### Инфраструктура

#### Поморски
Око 100.000 Украјинаца редовно ради на страним трговачким бродовима, једној од највећих група миграната и шестом по величини морнара из било које земље. Привлаче их релативно високе плате веће од 1000 долара месечно.
Сваки већи украјински обални град има поморски универзитет.

#### Комуникације
Украјина се налази на осмом месту међу светским државама у погледу брзине Интернета са просеком преузимања од 1190 kbit/s. Пет националних добављача фиксног (DSL, ADSL, XDSL) приступа Интернету: Ukrtelecom, Vega Telecom, Datagroup, Ukrnet, Volia и пет националних оператера мобилног интернета MTS, Kyivstar, PEOPLEnet, Utel и Intertelecom тренутно послују у Украјини. Сваки регионални и велики окружни центар има бројне локалне добављаче и кућне мреже.
Приходи од Интернета 2011. су достигли 4,75 милијарди ₴.
Преко 16 милиона Украјинаца је имало приступ Интернету 2012, постигавши 22 милиона 2015. У Кијеву је 90% становништва имало приступ Интернету.
Експанзија система мобилних телефона се успорила, углавном због засићења тржишта које је достигло 144 претплате на 100 мобилних телефона.

### Туризам
Украјина је 2012. била осма најпопуларнија туристичка дестинација у Европи са 23 милиона посетилаца. Туристичка индустрија се генерално сматра неразвијеном, али пружа пресудну подршку украјинској привреди. Године 2012. допринос туризма БДП-у износио је 28,8 милијарди ₴, или 2,2% БДП-а и директно је подржао 351.500 радних места (1,7% укупне запослености).

#### Шопинг туризам
Пољаци, Словаци, Мађари, Белоруси, па чак и Руси долазе у Украјину како би куповали производе и поклоне, попут хране или бензина, који су у Украјини јефтинији него у њиховим матичним земљама.

#### Рекреативни туризам и разгледање града
Украјина поседује рушевине древних замкова, историјске паркове, винограде у којима производе домаћа вина, јединствене грађевине попут саборног храма Свете Софије или Херсонеса Тауријског. Званично, у Украјини постоји седам светске баштине. Карпатске планине често туристи посећују за скијање, планинарење, риболов и лов. Буковел је највеће скијашко одмаралиште смештено у Ивано-Франкивској области. Зимска сезона 2010—2011. је забележила 1.200.000 дневних посета са странцима што је чинило 8—10% свих посетилаца. Године 2012. Буковел је проглашен за најбрже растуће скијалиште на свету. Обала Црног мора је популарна летња дестинација за одмор, посебно Одесу.

### Финансирање, банкарство, инвестиције
Историја банкарства од украјинске независности 1991. је од краја 2000-их имала неколико периода спајања и преузимања банака различите природе. Почетком 2016. у Украјини је пословало 117 банака, чија је актива износила 1254 трилиона украјинских гривна. Према подацима централне банке, у Украјини је 1. октобра 2018. постојала 81 банка са дозволом за плаћање, чија је имовина износила 1355 трилиона украјинских гривна (48 милијарди долара).

#### Инвестиције
Политичка криза средином 2006. претила је економској и инвестиционој стабилности, међутим, упркос прогнозама, политичка ситуација није уплашила инвеститоре. БДП је имао 7% стопе раста од 2007, у поређењу са претходном годином. Повећана је индустријска производња, као и продаја аутомобила, док се банкарски сектор проширио захваљујући отварању европских банака.

#### Међународне финансијске институције
Године 1992. Украјина је постала чланица Међународног монетарног фонда и Светске банке. Члан је Европске банке за обнову и развој.
Године 2008. придружили су се Светској трговинској организацији. Украјина се пријавила за чланство 1993, али је процес приступања био у застоју на петнаест година.

#### Стране директне инвестиције
Украјина подстиче спољну трговину и инвестиције. Парламент је одобрио закон о страним улагањима који странцима омогућава куповину предузећа и имовине, враћање прихода и профита и добијање накнаде ако имовина национализује будућа влада. Међутим, сложени закони и прописи, лоше корпоративно управљање, слабо спровођење уговорног права од стране судова и политичка корупција и даље спречавају усмеравање страних инвестиција великих размера у Украјину. Иако постоји функционална берза, недостатак заштите права акционара озбиљно ограничава активности улагања.
Од априла 2011. укупан капитал директних страних инвестиција је износио 44,7 милијарди долара. Статистички подаци часописа FDi показују да је Украјина претрпела годишњи пад директних страних инвестиција између 2010. и 2013.
Државно предузеће InvestUkraine је основано у оквиру државне агенције за инвестиције и националне пројекте како би све било на једном месту за инвеститоре и пружало консултантске услуге.
Украјина је потписала уговор о истраживању гаса са компанијом Royal Dutch Shell 25. јануара 2013. Уговор од 10 милијарди долара био је највећа директна страна инвестиција икад за Украјину.
Многе компаније, у власништву странаца, успешно послују у Украјини од њене независности. Ту спадају пољопривредна предузећа, попут Кијев-Атлантске групе основане 1994.
Године 2016. директне стране инвестиције у украјинску привреду износиле су 3,8 милијарди долара, што је било готово двоструко више него у 2015.

## Законско окружење
Према извештају о глобалној конкурентности 2012—2013. најважнији изазов је ревизија њеног институционалног оквира.
Од краја 1990-их, влада се обавезала да ће смањити број агенција, усмерити регулаторни процес, створити правно окружење за подстицање предузетника и донети свеобухватну ревизију пореза. Спољне институције, посебно Међународни монетарни фонд, су подстакли Украјину да убрза темпо и обим реформи и запретили да ће повући финансијску подршку. Реформе у неким политички осетљивим областима структурних реформи и приватизације земљишта и даље заостају.
Министар спољних послова је потписао 24. јуна 2010. споразум о слободној трговини са Европском асоцијацијом за слободну трговину.
Према стручњацима, уговор о избегавању двоструког опорезивања са Кипром (који је 1982. потписао Совјетски Савез) коштао је Украјину милијарде америчких долара пореских прихода.
Недавна лустрација је критикована јер је могла имати негативне економске ефекте.

### Страни радници
Одређени број страних гастарбајтера долази да ради у Украјину, углавном у сезонским пољопривредним радовима и грађевинској индустрији, посебно из Молдавије и Белорусије.

## Еколошки проблеми
Украјина је заинтересована за сарадњу о регионалним питањима животне средине. Очување природних ресурса је наведено као високи приоритет, иако примени недостају финансијска средства. Украјина је 1921. основала свој први природни резерват Аскани-Нова и има програме за узгајање угрожених врста.
Земља има значајне еколошке проблеме, посебно оне који су резултат Чернобиљске катастрофе 1986. и индустријског загађења. У складу са својим претходно најављеним плановима, Украјина је трајно затворила нуклеарну електрану Чернобиљ децембра 2000. У новембру 2001. Украјина је повукла захтев који је поднела Европска банка за обнову и развој за финансирање два нова реакторска блока за надокнаду енергије коју је некада производио Чернобиљ. У
Украјина је такође основала Министарство животне средине и увела систем накнада за загађење којим се наплаћују порези на ваздух и воду и управљање отпадом. Сакупљени приходи се усмеравају на активности заштите животне средине.

## Главне украјинске компаније
- 1+1 Media Group — Медије
- 4AGames — Технологија
- 33m2 — Потрошачке услуге
- Antonov — Индустрије
- APEKS-BANK — Финансије
- ATB-Market — Потрошачке услуге
- BG Capital — Финансије
- Bogdan group — Индустрије
- Chumak — Роба широке потрошње
- Ciklum — ИТ
- DTEK — Нафта и гас, основни материјали, комуналне услуге
- EKTA — Технологија
- Epicentre K — Потрошачке услуге
- ESTA Holding — Финансије
- Ferreexpo — Основни материјали
- FOM-Ukraine — Индустрије
- Fozzy Group — Потрошачке услуге
- Galnaftogaz — Нафта и гас
- GSC Game World — Технологија
- Hromadske.ua — Медије
- Industrial Union of Donbas — Индустрије
- InvestUkraine — Индустрије
- Kyivstar — Телекомуникације
- Lifecell — Телекомуникације
- METRO Cash&Carry — Потрошачке услуге
- MHP — Роба широке потрошње
- Motor Sich — Индустрије
- Nemiroff — Роба широке потрошње
- Naftogaz — Нафта и гас
- Obolon — Роба широке потрошње
- Oschadbank — Банкарство
- PrivatBank — Банкарство
- Roshen — Роба широке потрошње
- SCM Holdings — Финансије
- Softserve — ИТ
- Ukraine International Airlines — Потрошачке услуге
- Ukrainian Automobile Corporation — Роба широке потрошње
- Ukrainian Railways — Потрошачке услуге, индустријалци
- Ukrnafta — Нафта и гас
- Ukroboronprom
- Ukrtelecom — Телекомуникације
- Vodafone Ukraine — Телекомуникације
- WOG — Нафта и гас, потрошачке услуге
- Yuzhmash — Индустрије
- Zaporizhstal — Основни материјали
- ZAZ — Роба широке потрошње